# Marcus Valerius Messalla (consul en -161)
Pour les articles homonymes, voir Valerius Messalla.
Marcus Valerius Messalla est un homme politique de la République romaine.

## Biographie
En 161 av. J.-C., il est consul. Durant son consulat, il fait passer un décret du sénat interdisant la résidence des rhétoriciens grecs à Rome. 
En 154 av. J.-C., il est censeur avec Caius Cassius Longinus. Ils entreprennent de construire le premier théâtre en pierre à Rome, contrairement aux usages qui n'admettaient que des édifices provisoires en bois. Le consul Scipion Nasica, chef de file des conservateurs le fait détruire au nom de l’ordre moral,.